# پرایوپاوسا
پرایوپاوِسا (به سانسکریت: प्रायोपवेशनम्) به معنای «مردن از طریق گرسنه نگه داشتن خود»، یک باور در هندوئیسم است که به کسی که میل و رغبتی برای زندگی و مسئولیت پذیری ندارد یا دچار یک بیماری لاعلاج است، اجازه می‌دهد تا با خودکشی از طریق روزه گرفتن، به زندگی خود به صورت خودخواسته پایان دهد. در جینیسم نیز باور مشابهی به نام سانثارا وجود دارد.

## شرایط و قوانین
قوانین سختی در رابطه با انجام عمل پرایوپاوسا وجود دارد. تنها افرادی می‌توانند آن را انجام دهدند که یا مسئولیتی در زندگی نداشته باشند یا هیچ میل رغبتی به ادامه زندگی. فرد باید از قبل تصمیم خود مبنی بر انجام این عمل را به اطلاع دیگران رسانده باشد. قانونگزاران سنتی شرایطی را برای انجام این عمل در نظر گرفته‌اند که از جمله آنها می‌توان به عدم توانایی فرد در مراقبت از بدن خود، نزدیک و حتمی بودن مرگ و وخامت شرایط فرد به طوری که نتواند هیچ لذتی از زندگی ببرد.

## نمونه‌ها
زمانی که شاه پاریکشیت در حال انجام پرایوپاوسا بود، بهاگاواتا پورانا از طریق حکیم سوکا، پسر ویکا به وی نازل شد.
در نوامبر ۲۰۰۱،سیوایا سوبرامونیاسوامی، یک رهبر هندوئیسم زاده در کالیفورنیا، از طریق پرایوپاوسا جان خود را گرفت. وی پس از آنکه متوجه شد دچار سرطان پروستات شده، تصمیم به انجام این عمل گرفت. او چند روزی به مراقبه پرداخت و در طول آن مدت نیز تنها قرص‌های مسکن مصرف می‌کرد. مرگ وی در سی و دومین روز از شروع روزه گرفتن اتفاق افتاد.